# Fosse no 4 des mines de Béthune
La fosse no 4 de la Compagnie des mines de Béthune est un ancien charbonnage du Bassin minier du Nord-Pas-de-Calais, situé à Vermelles. le puits est commencé le 1er octobre 1865, le fonçage se déroule sans difficultés, et la fosse commence à produire en juillet 1867. Mais l'exploitation est difficile, et la fosse est peu productive. le puits est alors serrementé en 1876. Ce n'est qu'en 1911 que l'exploitation reprend à la fosse no 4. Touchée lors de la Première Guerre mondiale, elle est reconstruite dans le style architectural de la Compagnie de Béthune avec un chevalement en béton armé. Des cités sont bâties aux abords de la cité, et les terrils nos 48 et 48A sont édifiés à l'est de la fosse.
La Compagnie des mines de Béthune est nationalisée en 1946, et intègre le Groupe de Béthune. Un captage de grisou est installé en 1956, et s'avère avoir beaucoup de rendement. En 1964, la fosse no 18 - 18 bis du Groupe de Lens reprend l'exploitation du gisement profond de la fosse no 4. Cette dernière ferme, et son puits est remblayé l'année suivante. Une partie des installations est détruite. Le terril conique est exploité.
Au début du XXIe siècle, Charbonnages de France matérialise la tête de puits no 4, et y installe un exutoire de grisou. Un sondage de décompression est exécuté en 2005 près de la fosse, au nord du terril no 48. Les cités ont été rénovées, et les terrils, ainsi que l'ancienne ligne ferroviaire, sont devenus des espaces de promenade. Au début des années 2010, il subsiste de la fosse le logement du concierge, les bains-douches, la salle des machines et le château d'eau, ainsi qu'une partie des murs d'enceinte.

## La fosse

### Fonçage
Le puits no 4 est commencé le 1er octobre 1865 à Vermelles, à 1 590 mètres au nord-est de la fosse no 3, toujours le long de la ligne de Bully - Grenay à La Bassée - Violaines. La fosse est située à 400 mètres à l'est du clocher du village.
Le puits est situé à l'altitude de 39,77 mètres,. Le niveau est passé sans le secours d'une machine d'épuisement. Le diamètre utile du puis est de 4,20 ou 4,25 mètres. La venue d'eau maximale a été de 270 hectolitres à l'heure, vers 28 mètres de profondeur. Un cuvelage en bois a été posé entre douze et cent mètres de profondeur. Le terrain houiller est atteint à la profondeur de 152 mètres.

### Exploitation
La fosse no 4 commence à extraire en juillet 1867,. Les terrains sont très irréguliers, l'exploitation est improductive, et la fosse est grisouteuse. La houille renferme de 15 à 18 % de matières volatiles. Le puits est profond de 386,75 mètres ou 389 mètres, et ses accrochages sont établis à 188, 236, 320 et 376 mètres de profondeur.

### Abandon
Le puits no 4 est arrêté au bout d'une dizaine d'années, et serrementé, en 1876, à cause des mauvais résultats que donne son exploitation. Elle n'a alors remonté depuis son ouverture que 233 000 tonnes de houille depuis son ouverture. La fosse no 4 devait servir de retour d'air à la fosse no 3 dans les années 1890, mais ça n'a pas été fait.

### Reprise
La fosse no 4 est reprise en 1911. Détruite lors de la Première Guerre mondiale, elle est reconstruite dans le style architectural de la Compagnie de Béthune avec un chevalement en béton armé. Le puits d'aérage no 4 est commencé en 1925 à 1 730 mètres au nord-nord-ouest de la fosse no 4.
La Compagnie des mines de Béthune est nationalisée en 1946, et intègre le Groupe de Béthune. La fosse est très grisouteuse, par conséquent, un captage de grisou est installé, et fourni 3000 à 5 000 m3 de gaz par jour. La fosse no 18 - 18 bis du Groupe de Lens reprend l'exploitation du gisement profond de la fosse no 4 en 1964. Cette dernière ferme, et le puits, profond de 386,75 mètres, est remblayé en 1965, la même année que le puits de la fosse no 4 bis.

### Reconversion
Au début du XXIe siècle, Charbonnages de France matérialise la tête de puits no 4, et y installe un exutoire de grisou. Le BRGM y effectue des inspections chaque année. Un sondage de décompression est exécuté au nord du terril no 48 du 29 juin au 7 juillet 2005. Il est profond de 79 mètres et a un diamètre de quatorze centimètres. Les bureaux sont détruits en juin 2008, mais il subsiste le logement du concierge, les bains-douches, la salle des machines et le château d'eau,, ainsi qu'une partie des murs d'enceinte.

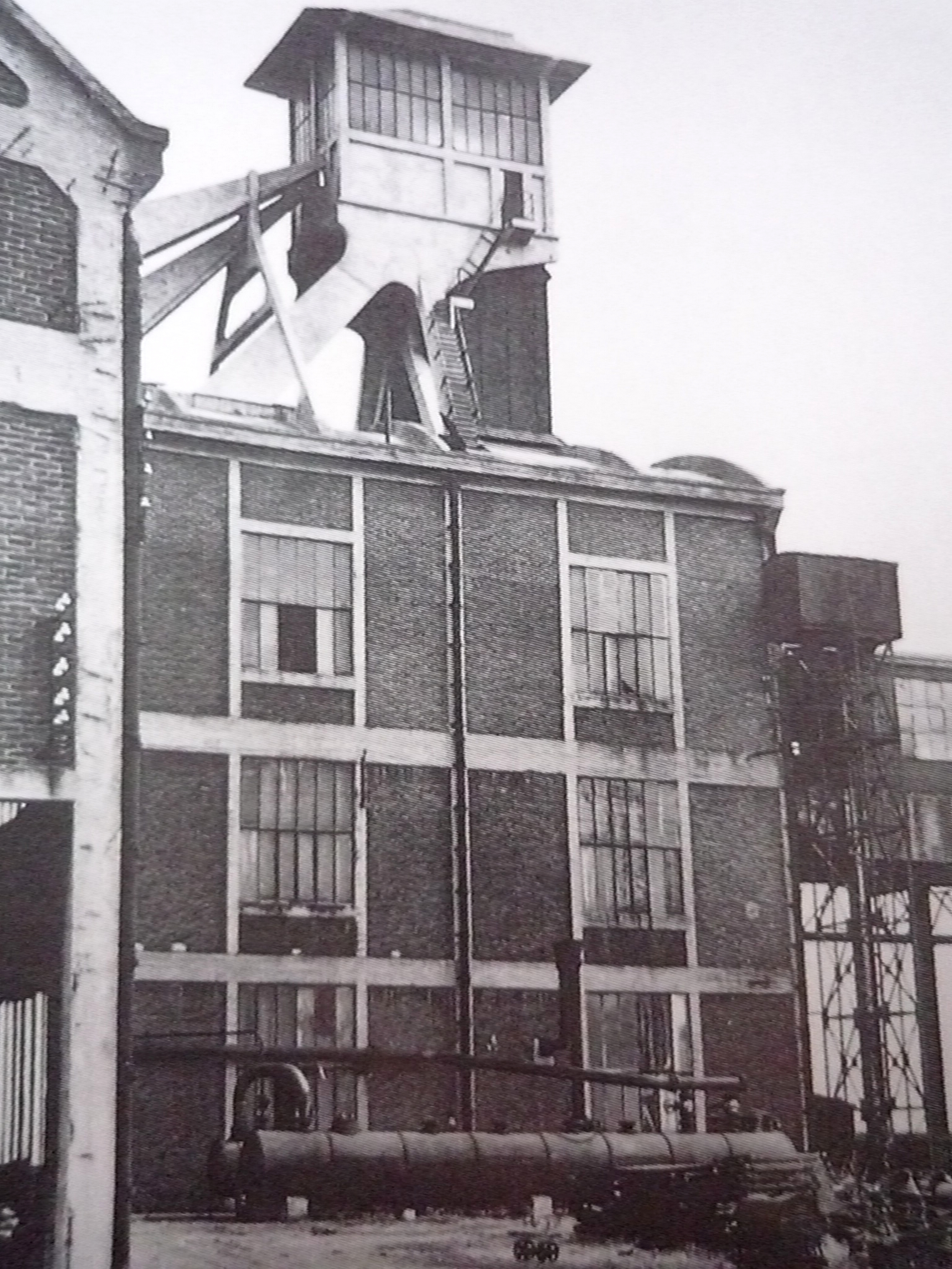
Le chevalement.
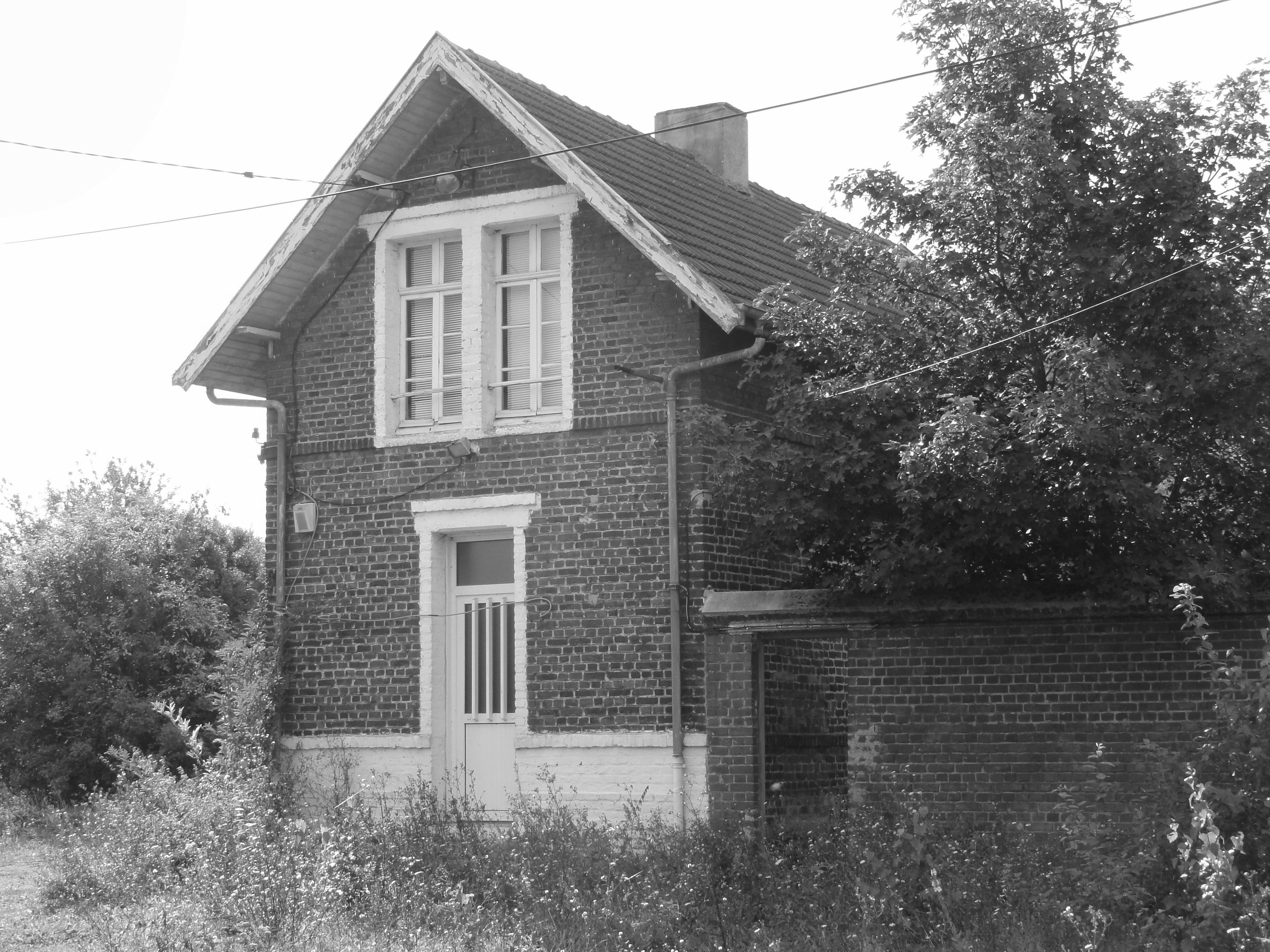
Le logement du concierge.
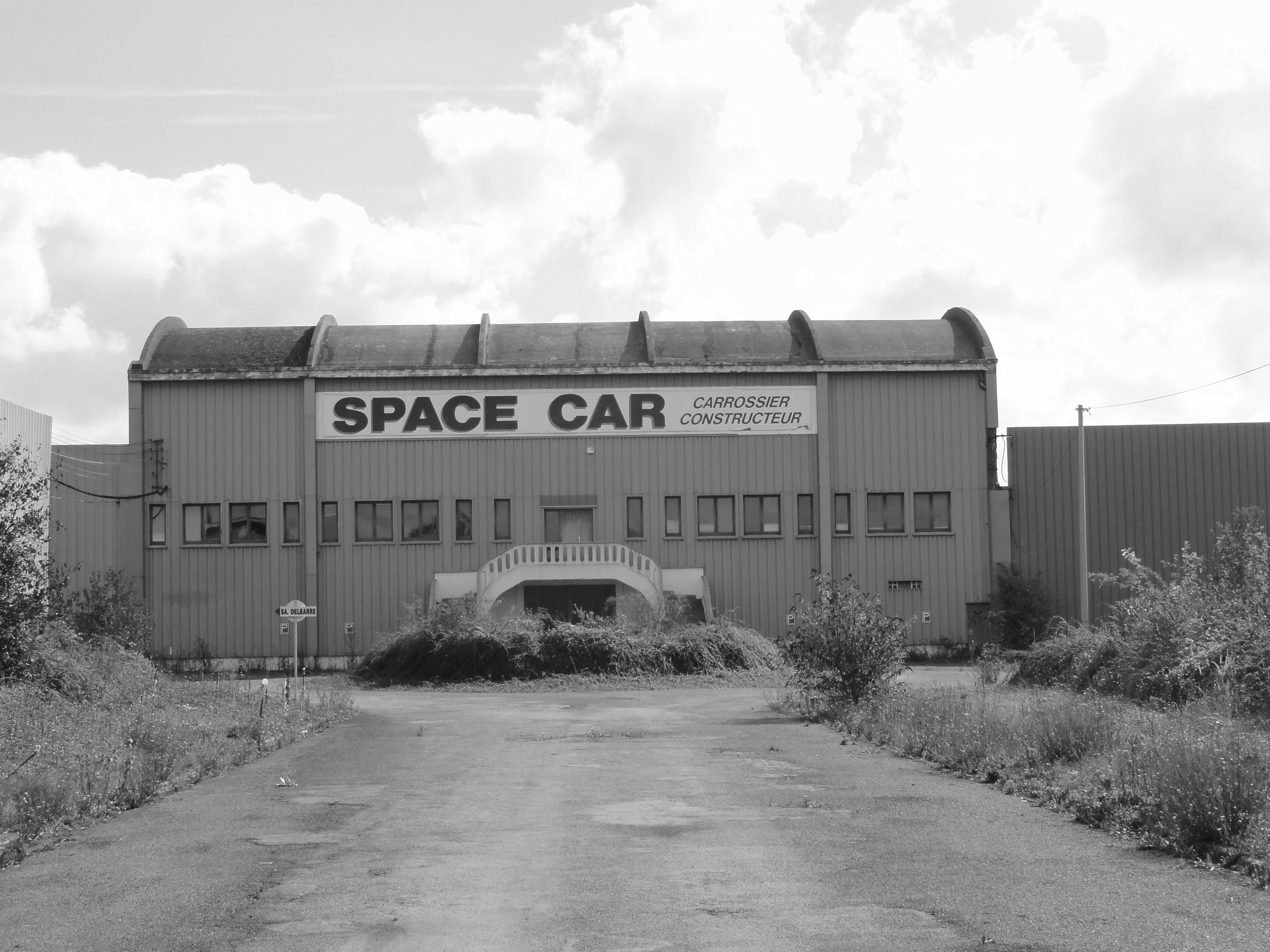
Le bâtiment des machines.
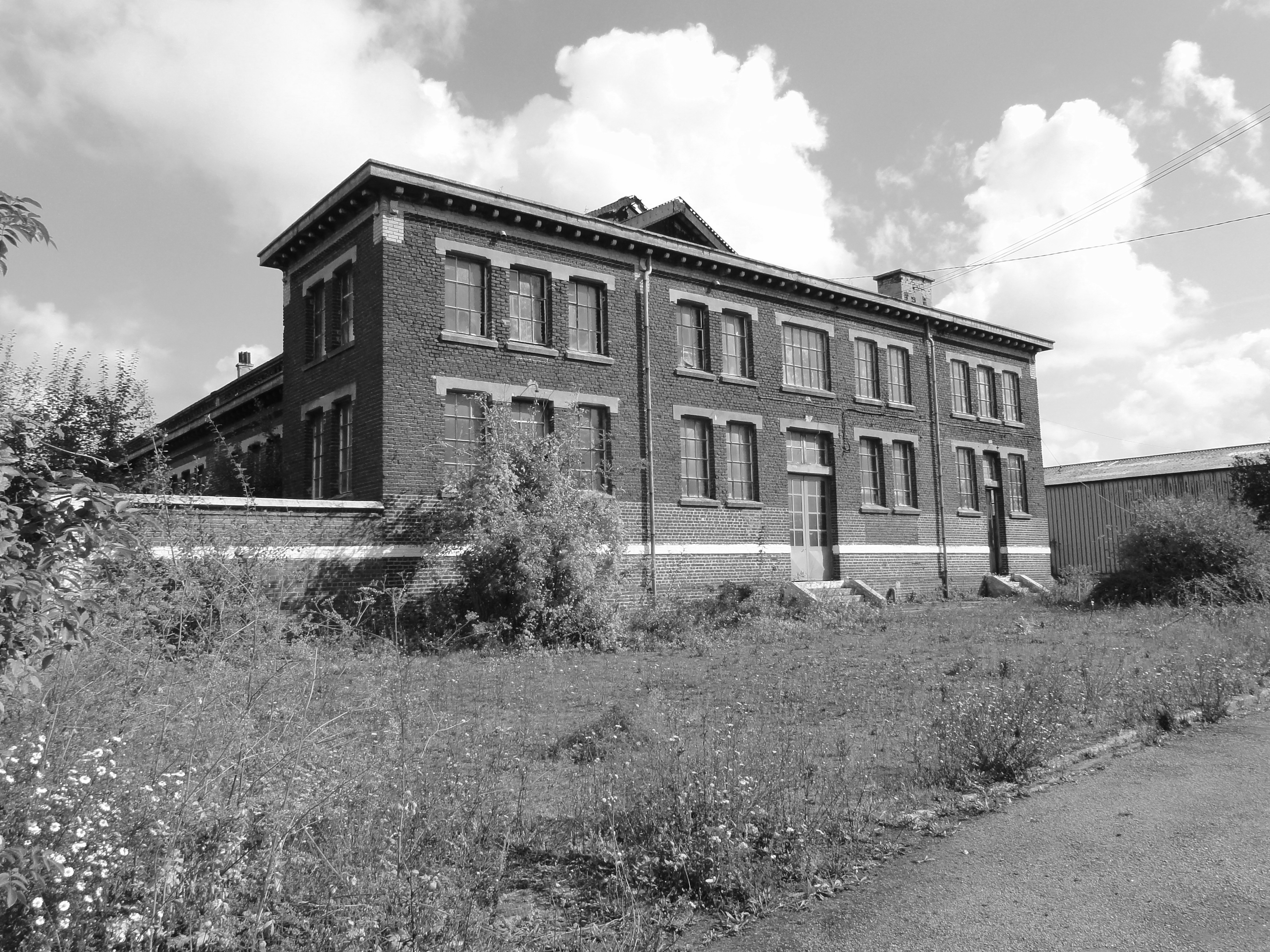
Les bains-douches.
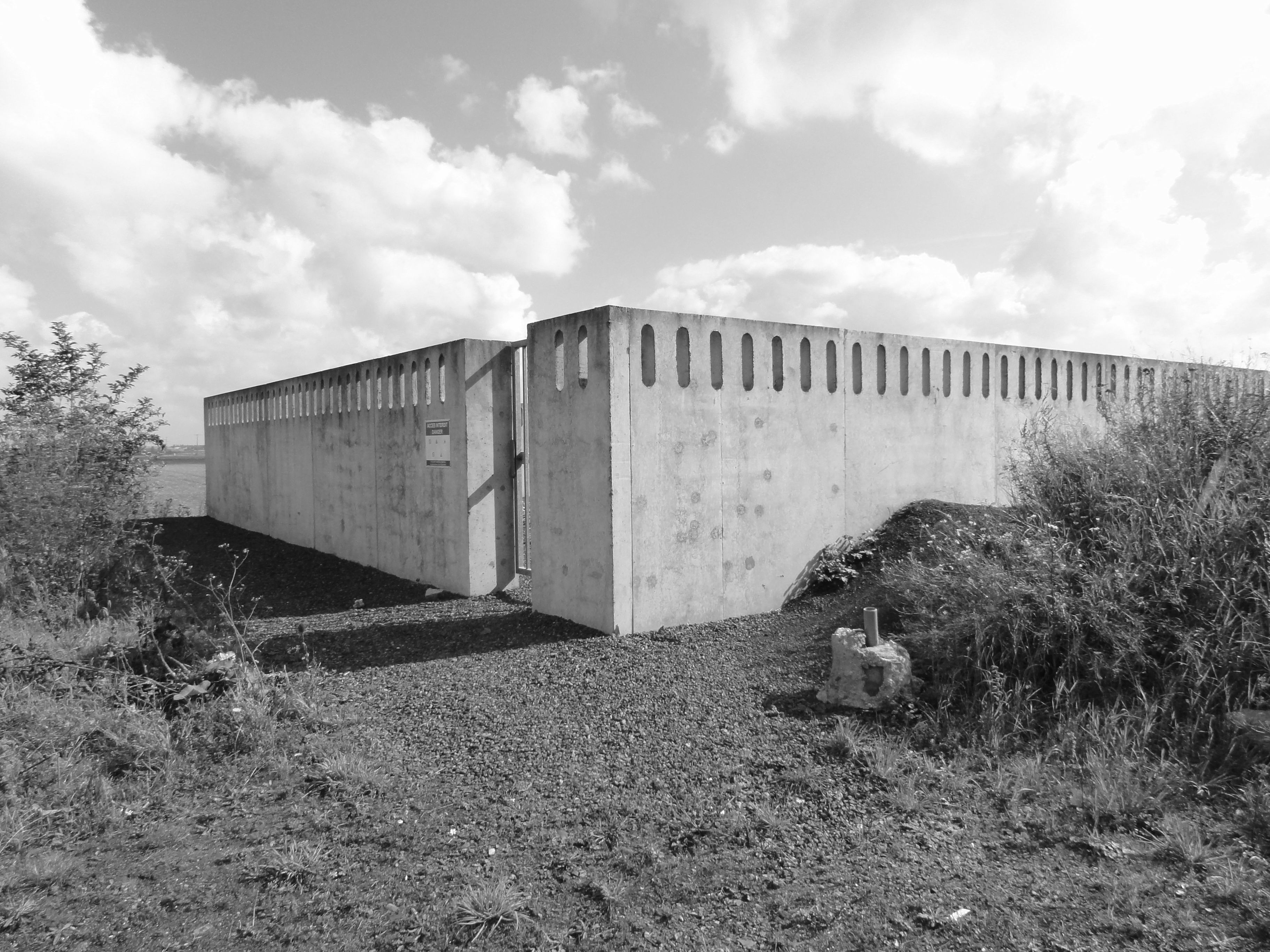
Le sondage de décompression.
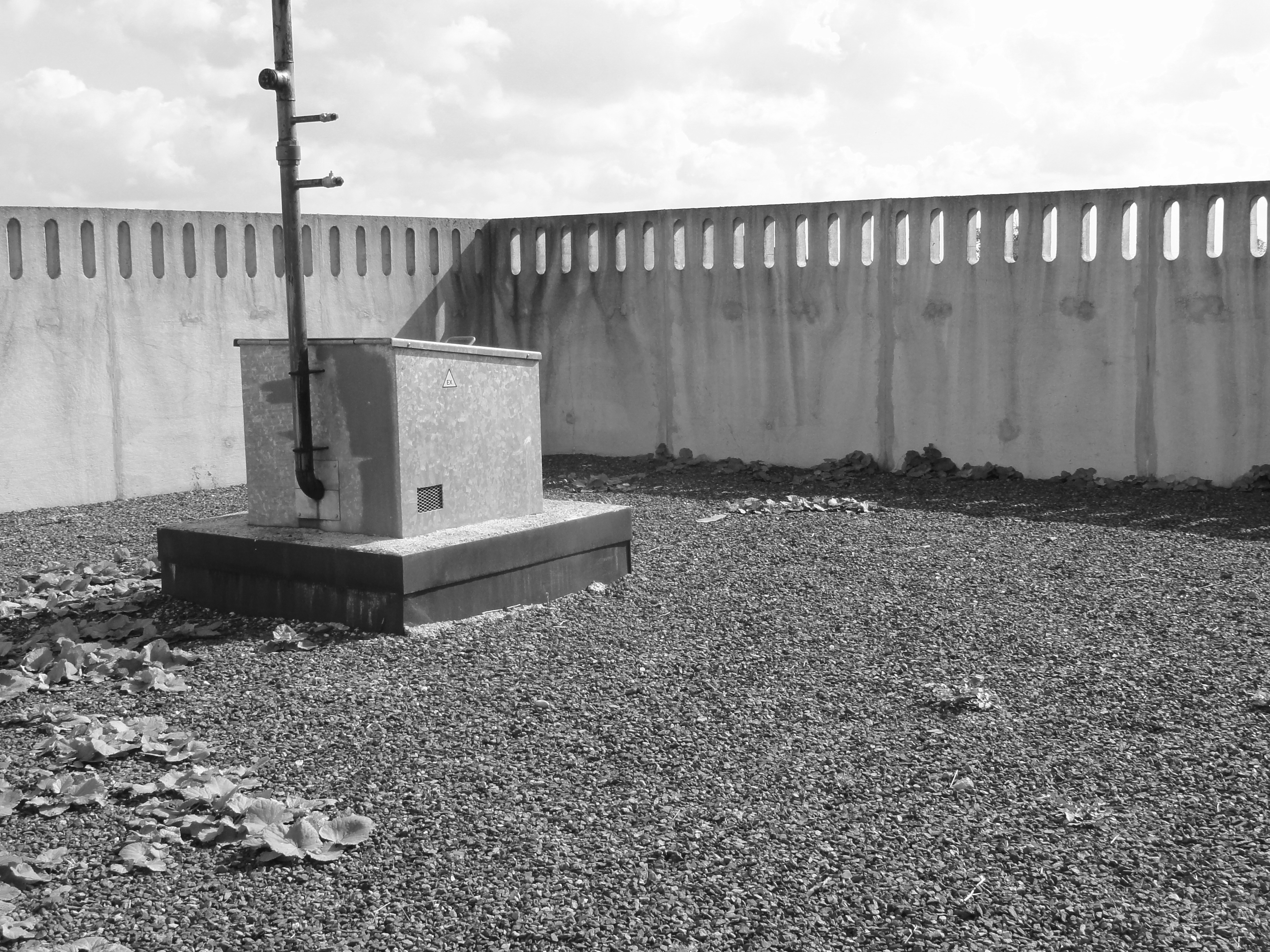
Le sondage de décompression.

## Les terrils
Deux terrils résultent de l'exploitation de la fosse.

### Terrilno48, 4 de Béthune Est

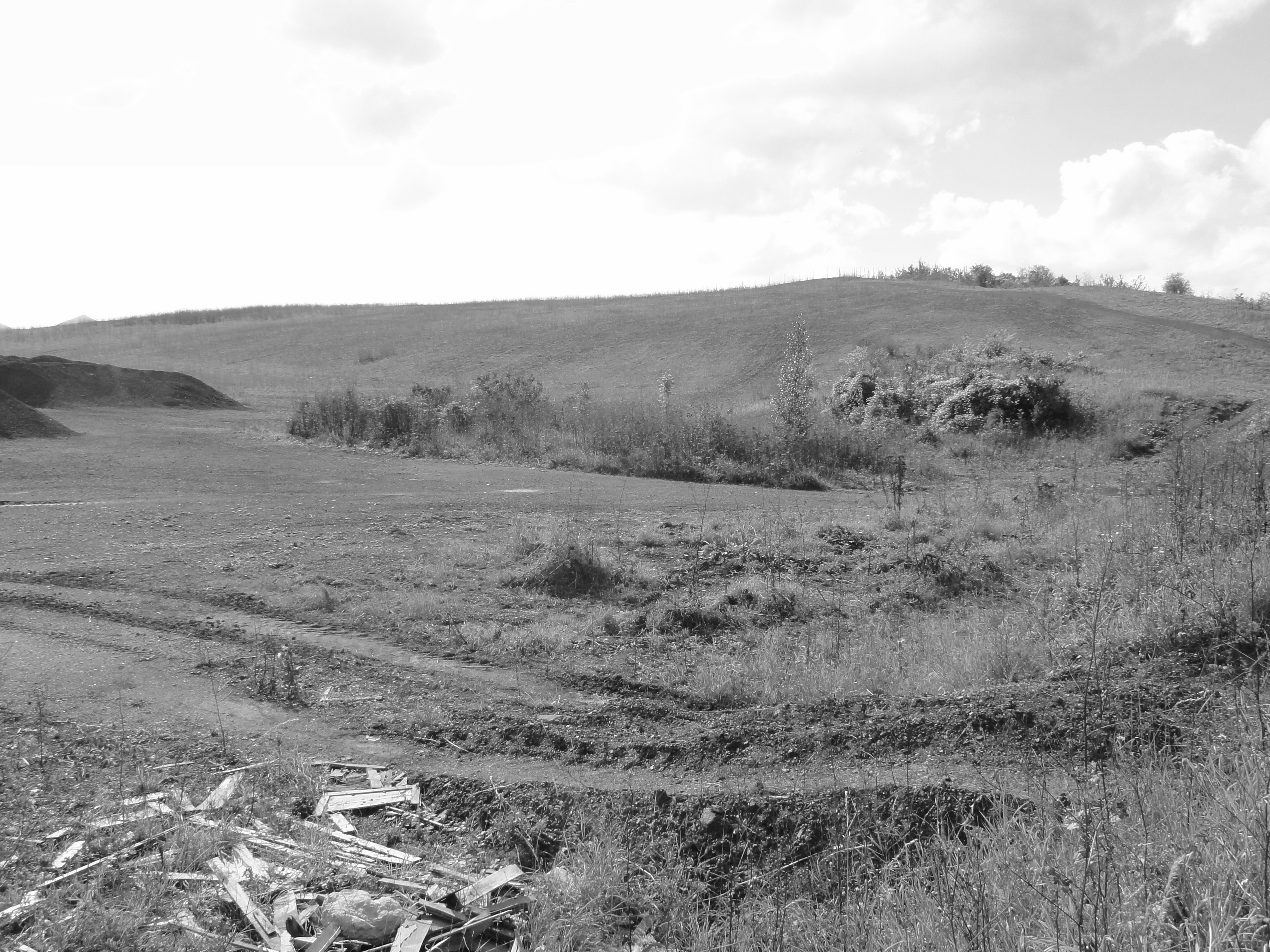
Le terril 4 de Béthune Est.

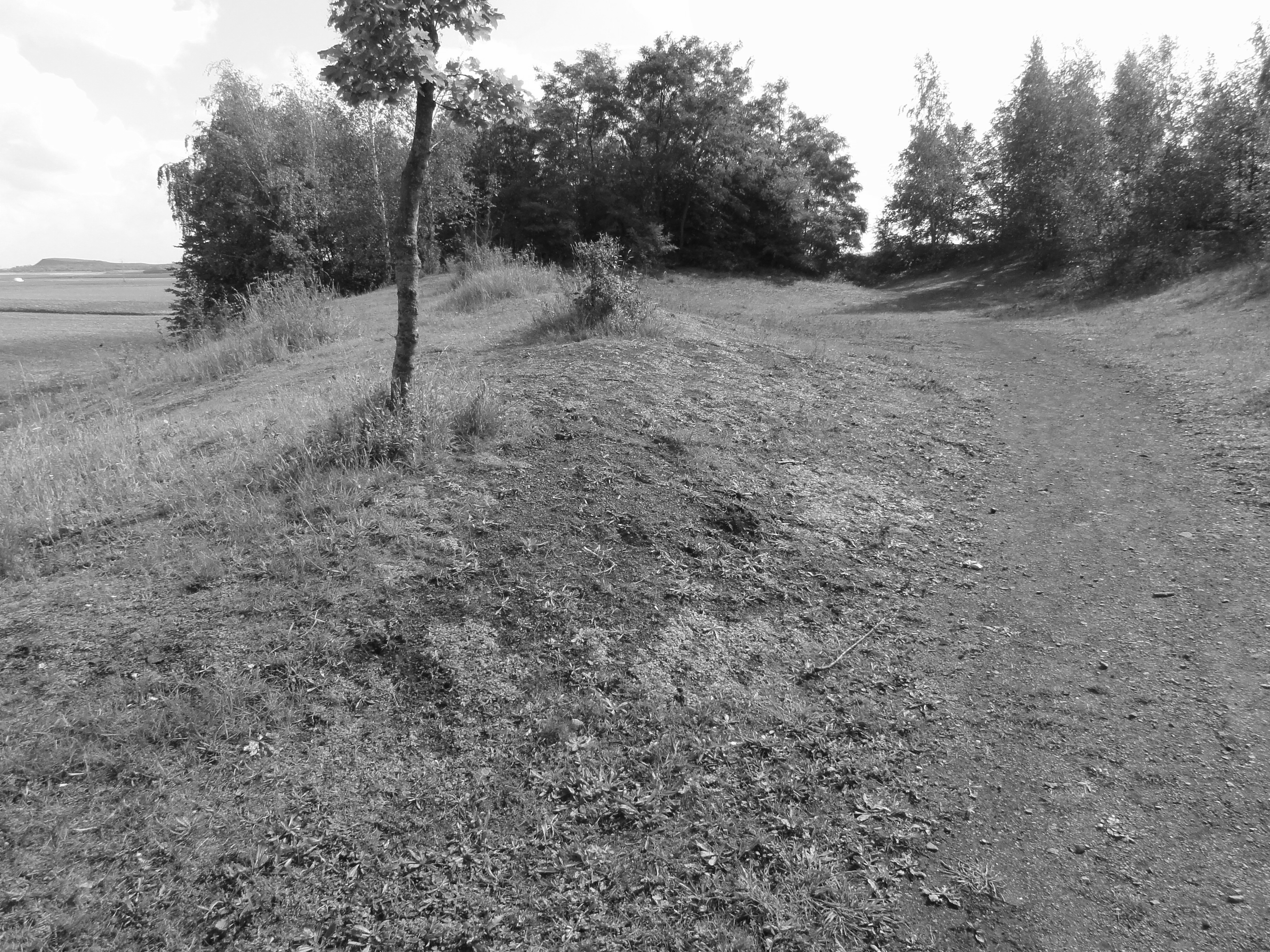
Le terril 4 de Béthune Ouest.

50° 29′ 08″ N, 2° 45′ 25″ E
Le terril no 48, 4 de Béthune Est, situé à Vermelles, est le terril conique de la fosse no 4 des mines de Béthune. Initialement haut de 72 mètres, il a été exploité, il n'en reste que la base.

### Terrilno48A, 4 de Béthune Ouest
50° 29′ 12″ N, 2° 45′ 17″ E
Le terril no 48A, 4 de Béthune Ouest, situé à Vermelles, est le terril de la fosse no 4 des mines de Béthune. Il s'agit d'un terril plat, situé entre la fosse et le terril conique.

## Les cités
Des cités ont été bâties aux abords de la fosse.

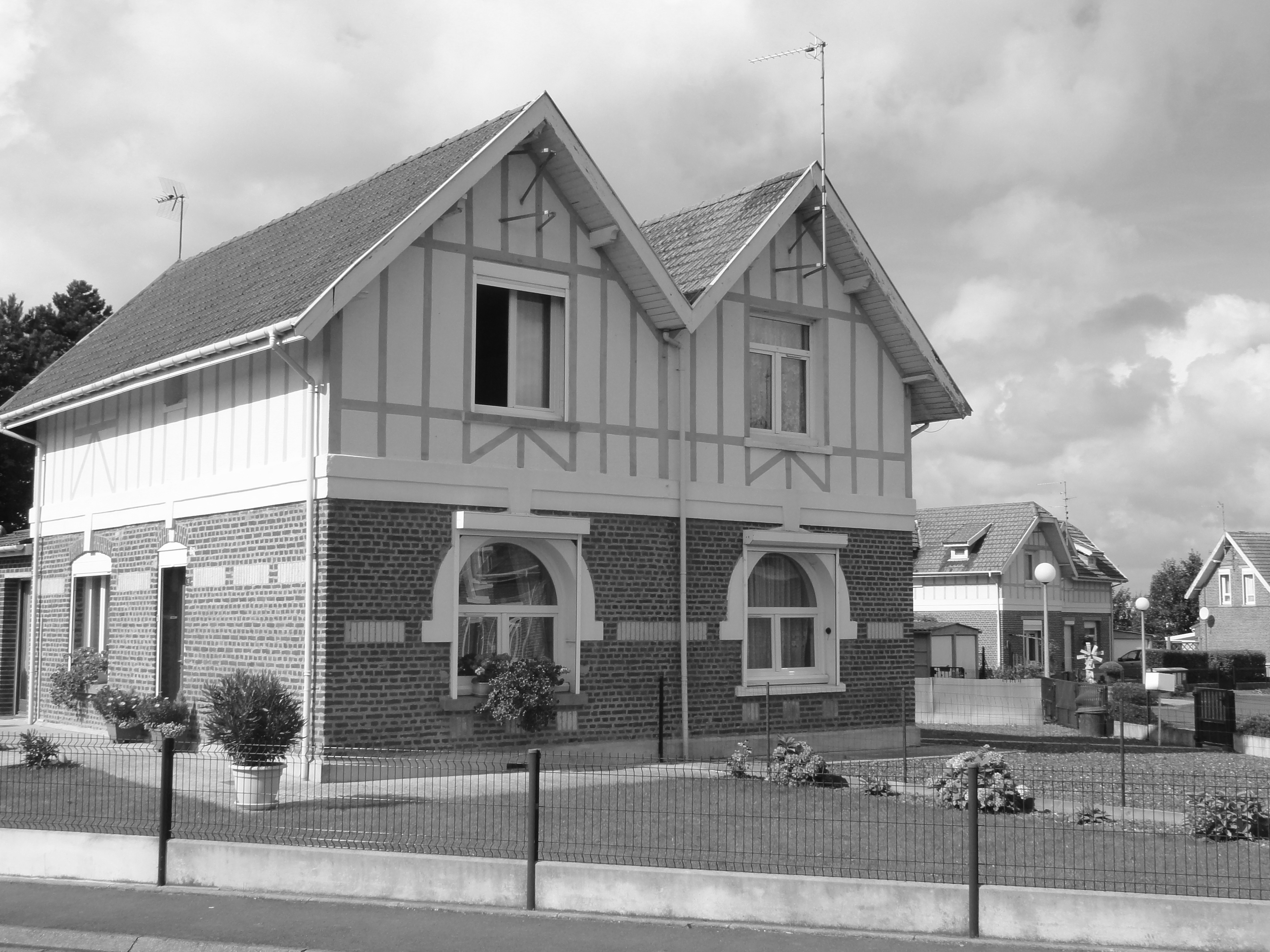
Des habitations groupées par deux.
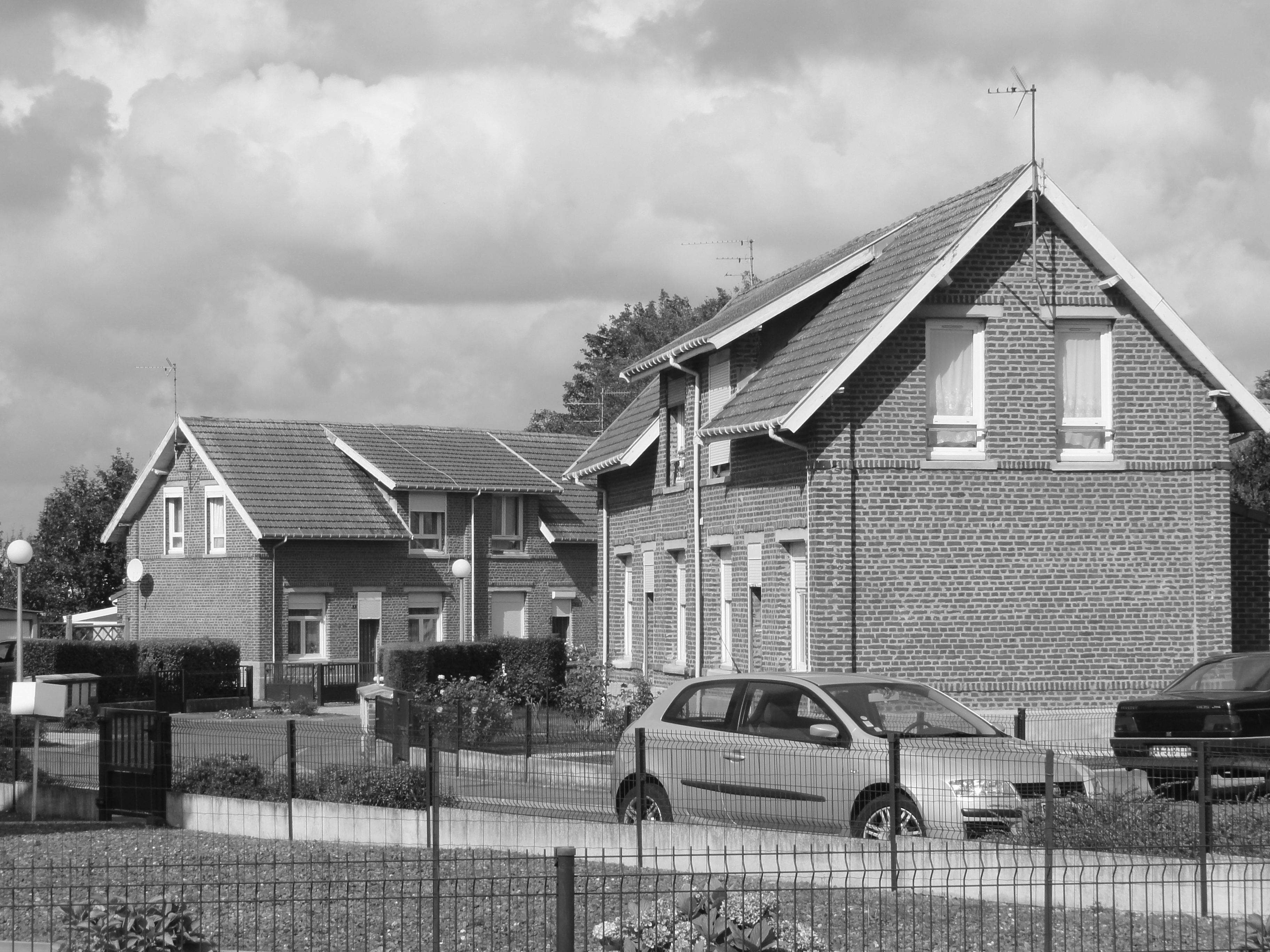
Des habitations groupées par deux.
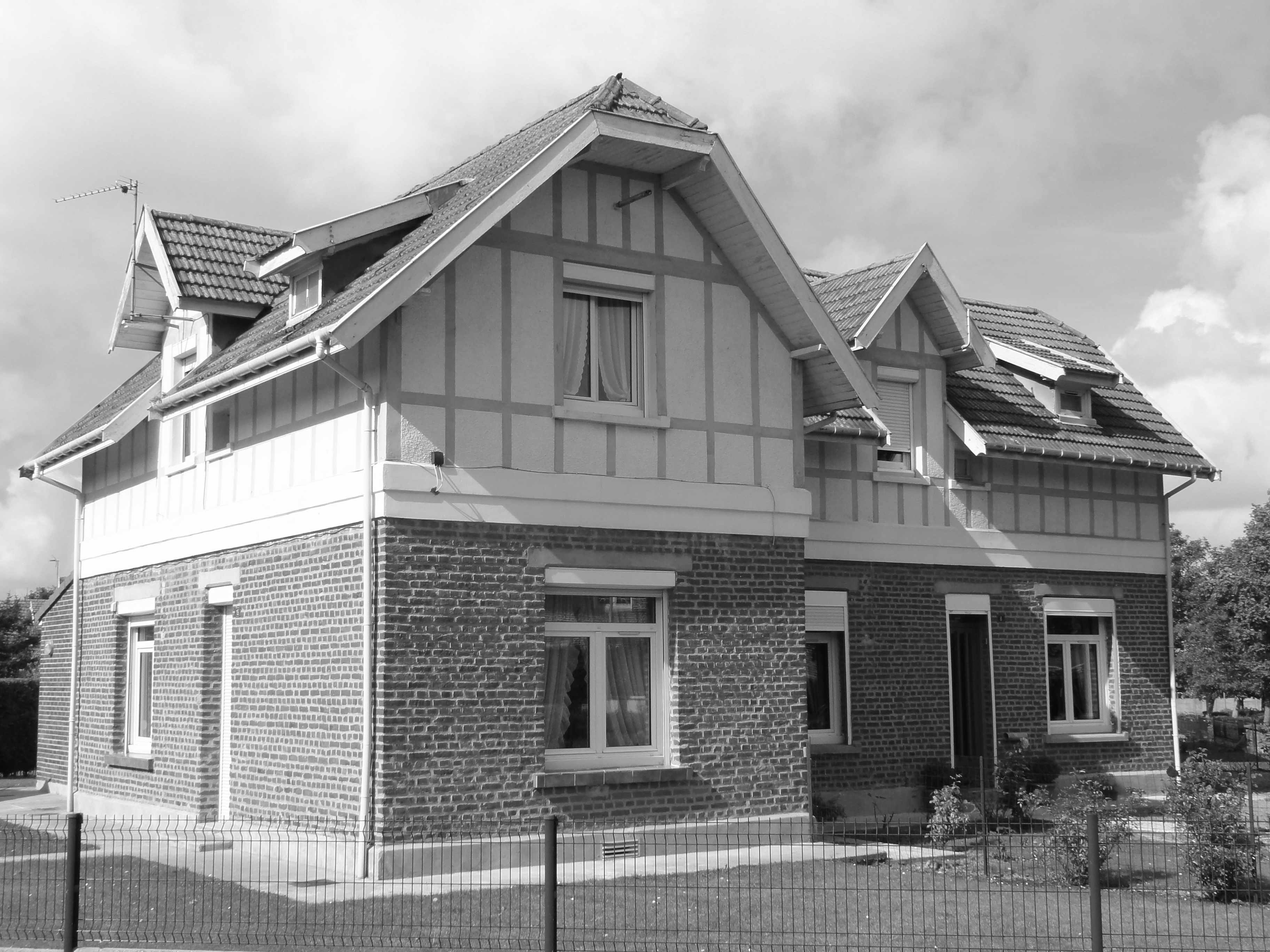
Des habitations groupées par deux.
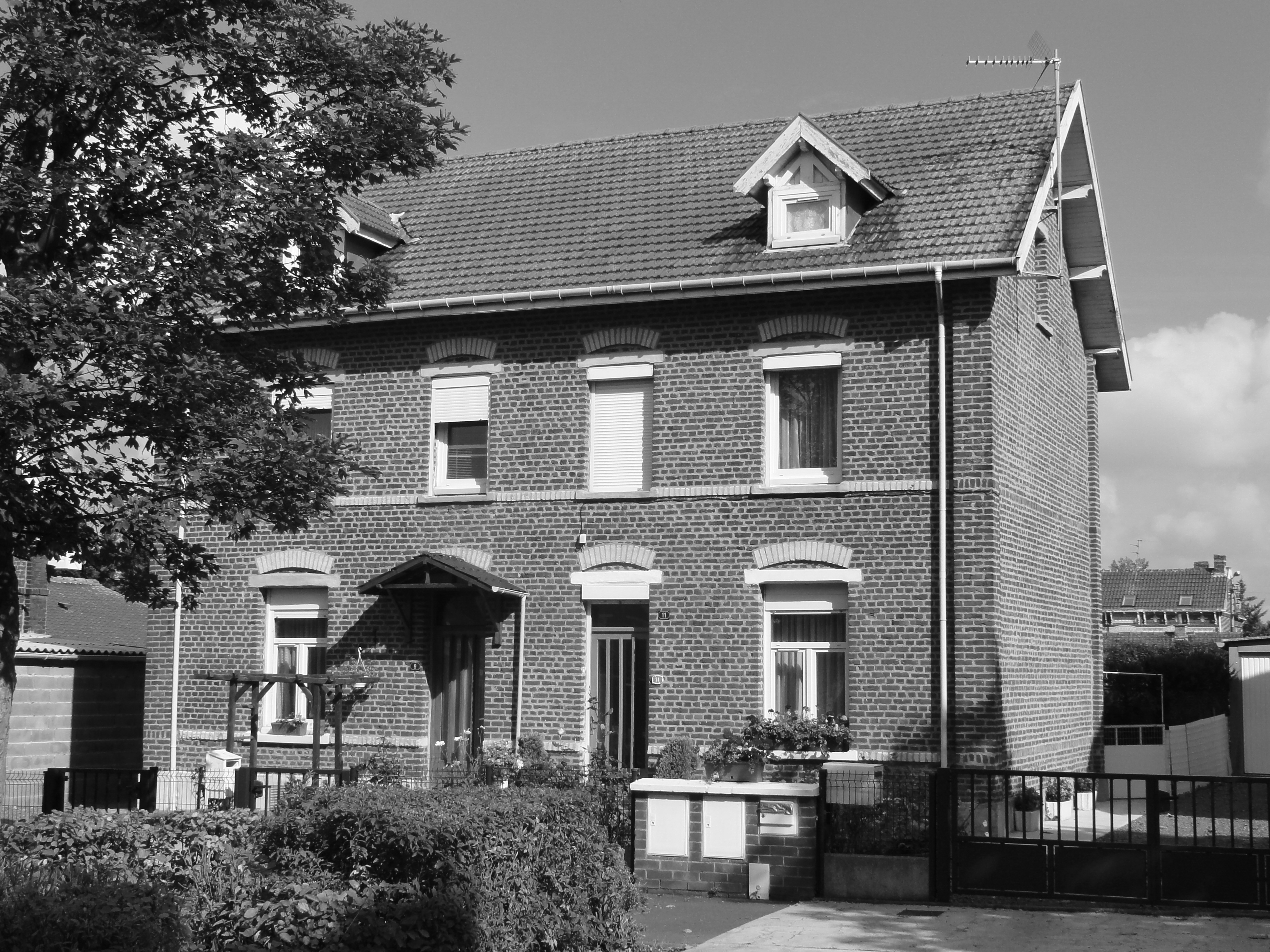
Des habitations groupées par deux.
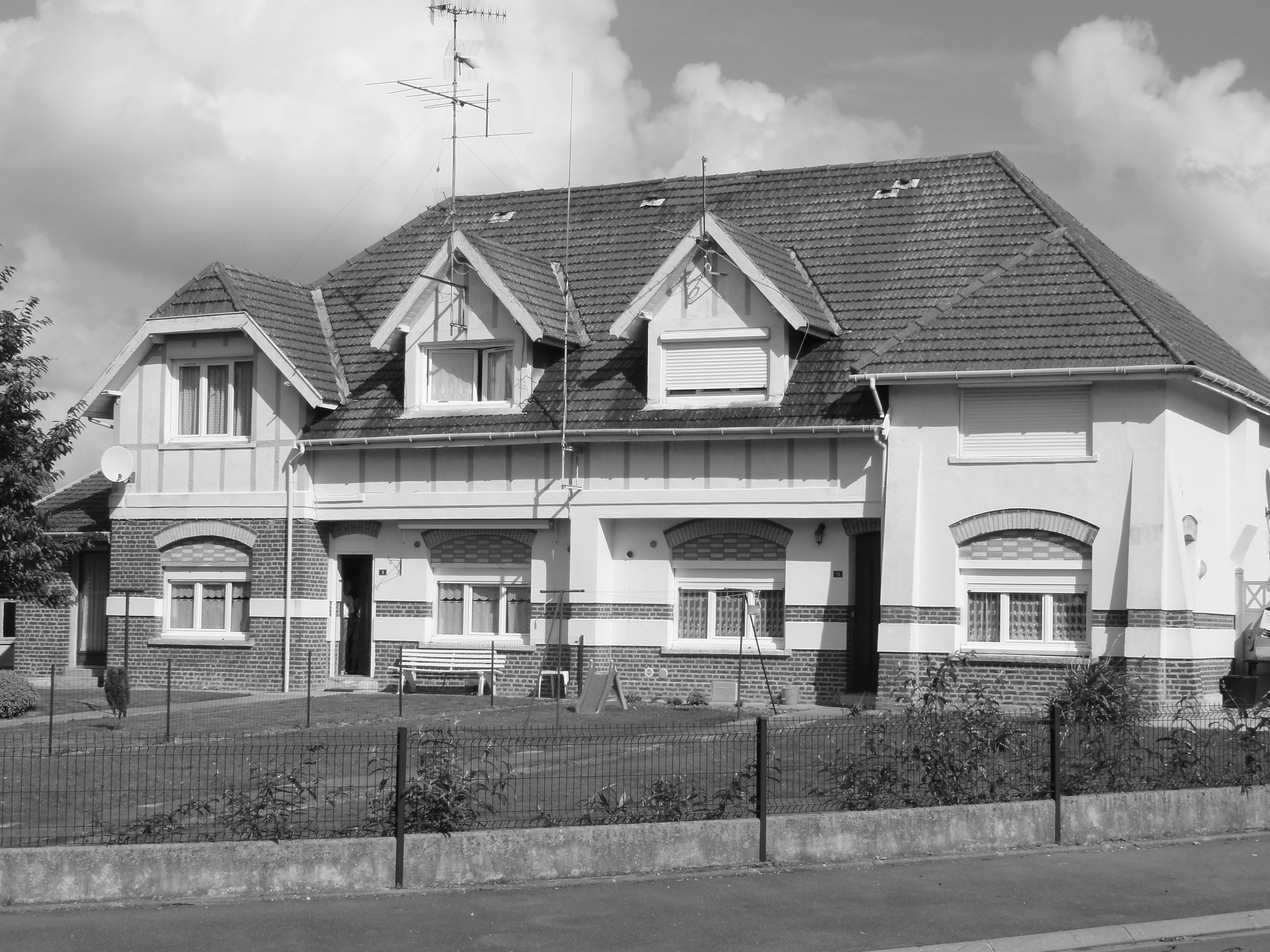
Des habitations groupées par deux.
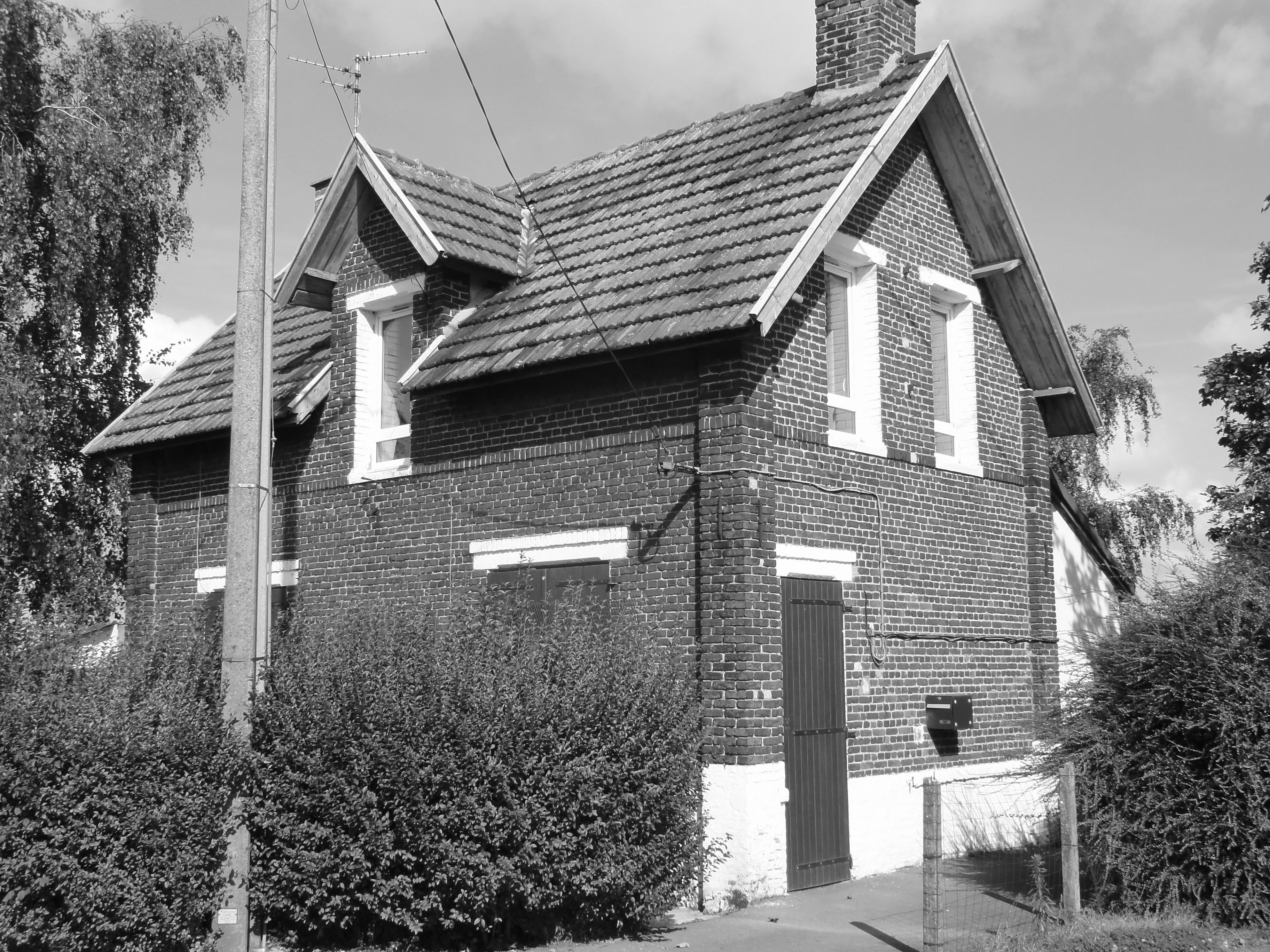
Une habitation individuelle.